# 윌리엄 러셀 (미국의 배우)
윌리엄 러셀(William Russell, 1884년 4월 12일 ~ 1929년 2월 18일)은 미국의 배우이다.